# El mensajero (película de 1971)
El mensajero (titulada originalmente en inglés The Go-Between) es una película británica de 1971 dirigida por Joseph Losey, basada en la novela de mismo título, de L. P. Hartley. La película está protagonizada por Julie Christie, Alan Bates, Margaret Leighton, Michael Redgrave y Dominic Guard. Margaret Leighton fue nominada a un Oscar a la mejor actriz de reparto y la película ganó la Palma de Oro en el Festival Internacional de Cine de Cannes en 1971.

## Argumento
La muy rica familia inglesa Maudsley invita a su hacienda para las vacaciones a Leo, un compañero de clase de su hijo. La joven Marian Maudsley, hermana de su compañero se servirá de Leo para intercambiar cartas con su amante. Pero pronto Leo descubrirá que algo extraño sucede.